# Elattoneura centrafricana
Elattoneura centrafricana – gatunek ważki z rodziny pióronogowatych (Platycnemididae). Występuje w Republice Środkowoafrykańskiej oraz Demokratycznej Republice Konga. Niezagrożony wyginięciem.